# Fratello e sorella
Fratello e sorella (Frère et Sœur) è un film del 2022 diretto da Arnaud Desplechin, con protagonisti Marion Cotillard e Melvil Poupaud.

## Trama
Un fratello scrittore e una sorella attrice che non hanno avuto contatti per vent'anni a causa delle parole poco lusinghiere che lui le ha riservato in uno dei suoi best seller sono costretti a rivedersi e stipulare una tregua momentanea dopo che i loro genitori rischiano di morire in un incidente improvviso.

## Produzione
Le riprese del film sono cominciate nel dicembre 2021, svolgendosi a Roubaix e Lilla. Per meglio immergersi nel suo personaggio, Cotillard ha dichiarato di aver ignorato il più possibile e trattato freddamente Poupaud per tutta la durata delle riprese, senza prima avvertirlo del motivo.

## Promozione
Il trailer del film è stato diffuso online il 4 maggio 2022.

## Distribuzione

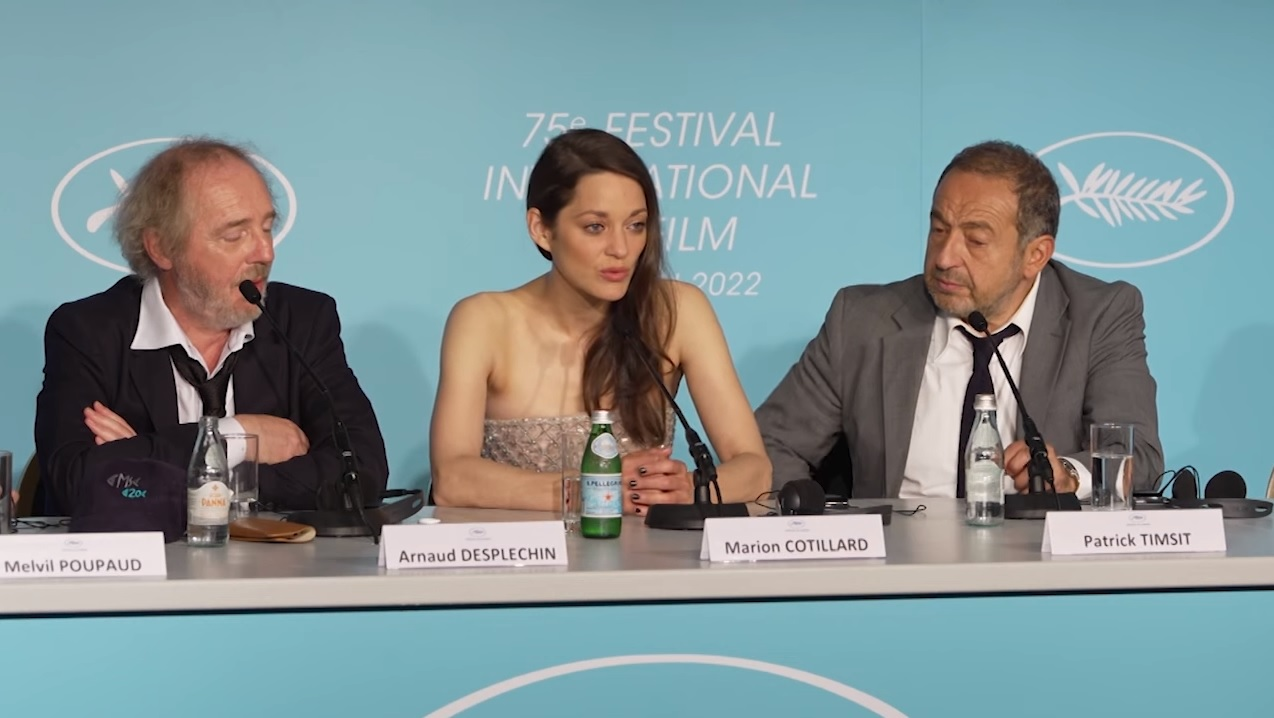
(da dx) Desplechin, Cotillard e Patrick Timsit alla conferenza stampa del film a Cannes.

Il film è stato presentato in anteprima il 20 maggio 2022 in concorso al 75º Festival di Cannes, venendo distribuito nelle sale cinematografiche francesi da Le Pacte a partire dal medesimo giorno.

## Riconoscimenti
- 2022 - Festival di Cannes[4]
  - In concorso per la Palma d'oro